# 渭城区
渭城區是中國陝西省咸陽市所轄的一個市轄區。總面積為272平方公里。常住人口约31萬人，区人民政府駐文林路東段9號。
渭城區是1986年12月經國務院批准，1987年5月成立的縣級行政區。位於咸陽市區東半部，東接高陵，西鄰秦都，南隔渭河與西安相望，北與禮泉、涇陽毗鄰。全區總面積272平方公里，耕地面積24萬畝。總人口39.1萬，其中非農人口22.9萬。

## 行政区划
渭城区下辖10个街道办事处：
中山街道、文汇路街道、新兴街道、渭阳街道、渭城街道、窑店街道、正阳街道、周陵街道、底张街道和北杜街道。

## 人口
咸阳市第七次全国人口普查主要数据公报显示：渭城区常住人口为303516人，男性人口占比49.59%，女性人口占比50.41%，年龄结构中0-14岁占比13.28%，15-59岁占比68.6%，60岁以上占比18.12%，65岁以上占比12.72%。